# Tündérmézevő
A tündérmézevő (Meliphaga gracilis) a madarak (Aves) osztályának verébalakúak (Passeriformes) rendjébe, ezen belül a mézevőfélék (Meliphagidae) családjába tartozó faj.
A magyar név forrással nincs megerősítve.

## Előfordulása
A tündérmézevő előfordulási területe az Indonéziához tartozó Új-Guinea, Pápua Új-Guinea és a környező kisebb szigetek, valamint Ausztrália legészakibb része, Queensland északi félszigetén van. Ez a madárfaj egyaránt megtalálható a mangroveerdőkben, a trópusi és szubtrópusi erdőkben, valamint az emberi települések közelében is. Állományai stabilak és egészségesek, élőhelyén közönséges madárnak számít.

## Alfajai
- Meliphaga gracilis cinereifrons
- Meliphaga gracilis gracilis
- Meliphaga gracilis imitatrix
- Meliphaga gracilis stevensi

## Képek

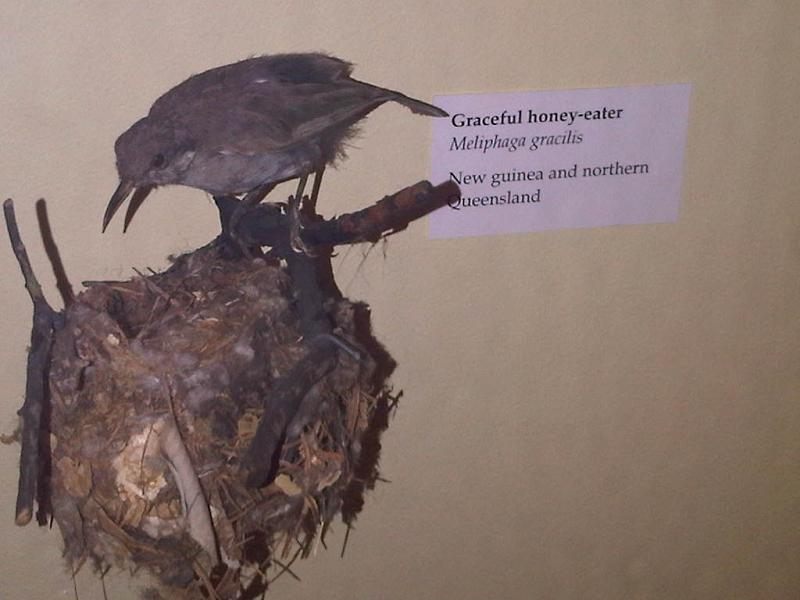
Kitömött példány és fészke a londoni Természettudományi Múzeumban
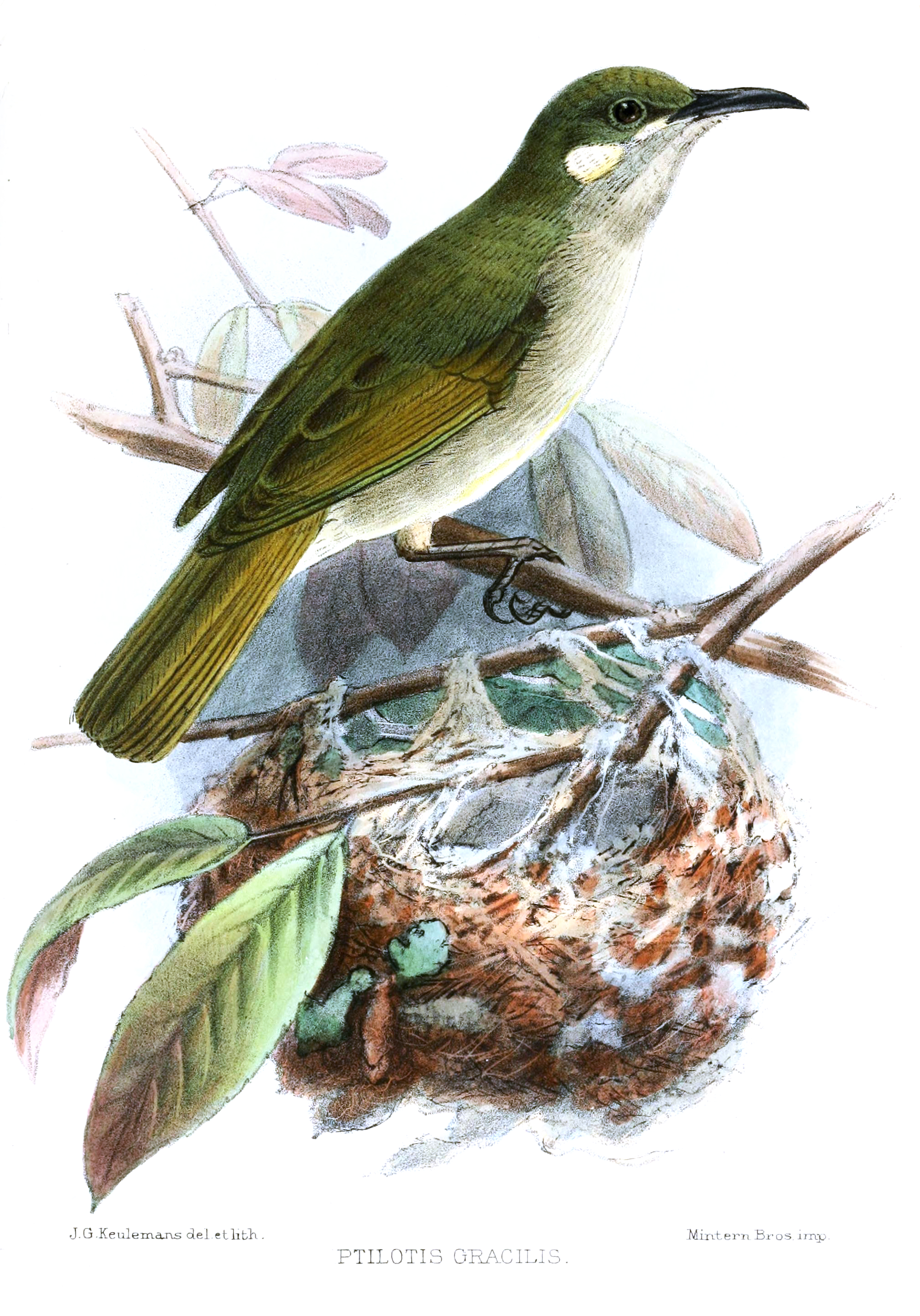
Rajz a madárról és fészkéről